# Uniwersytet Lwowski
Uniwersytet Lwowski (oficjalnie od 1999 Lwowski Uniwersytet Narodowy im. Iwana Franki, ukr. Львівський національний університет імені Івана Франка) – uczelnia we Lwowie, założona z kolegium jezuickiego przez króla Polski Jana Kazimierza w 1661 r. jako Akademia Lwowska. W okresie międzywojennym działał pod nazwą Uniwersytet Jana Kazimierza.

## Wydziały
W skład uczelni wchodzi 19 wydziałów:
- Wydział Języków Obcych
- Wydział Fizyki
- Wydział Matematyki Stosowanej i Informatyki
- Wydział Biologii
- Wydział Chemii
- Wydział Kultury i Sztuk
- Wydział Ekonomii
- Wydział Elektroniki i Technologii Komputerowych
- Wydział Zarządzania Finansowego i Biznesu
- Wydział Geologii
- Wydział Geografii
- Wydział Historii
- Wydział Stosunków Międzynarodowych
- Wydział Dziennikarstwa
- Wydział Prawa
- Wydział Mechaniki i Matematyki
- Wydział Edukacji Pedagogicznej
- Wydział Filozofii
- Wydział Filologii

## Historia

### Kolegium Jezuickie (1608–1661)
- 1608 – założenie kolegium jezuickiego we Lwowie

### Akademia Jezuicka (1661–1758)
- 20 stycznia 1661 król Polski Jan Kazimierz ogłosił: Zgodziliśmy się łatwo i chętnie ażeby kolegium ojców jezuitów we Lwowie godność akademii i tytuł uniwersytetu został nadany. I pozwalamy, aby w tymże kolegium generalne studium w każdym dozwolonym fakultecie ustanowione było, tj. teologii scholastycznej i moralnej, filozofii, matematyki, obojga praw, medycyny, sztuk wyzwolonych i nauk zgoła wszystkich, według przyjętego akademii i uniwersytetu zwyczaju i praktyki.
- Ze względu na obowiązujące wówczas w Polsce prawa, oprócz dekretu królewskiego do utworzenia Akademii niezbędna była uchwała sejmowa i aprobata papieża. Mimo wielokrotnych prób Sejm na kolejnych sesjach w latach 1661–1665 nie wyraził zgody na utworzenie we Lwowie Akademii (wobec silnego sprzeciwu ze strony Akademii Krakowskiej i Zamojskiej), zaś papież Aleksander VII zezwolił jedynie na nadawanie stopni doktorskich z teologii i filozofii, do czego kolegium jezuickie miało już prawa nadane w 1552 przez papieża Juliusza III. Do najbardziej znanych absolwentów tej uczelni należy ksiądz Grzegorz Piramowicz, pedagog, działacz oświatowy, pisarz oświeceniowy i filozof.

### Akademia Lwowska (1758–1773)
- 18 kwietnia 1758 król polski August III podpisał dyplom potwierdzający całkowicie przywilej Jana Kazimierza z 1661, nadając lwowskiej Akademii prawa takie, jakie posiadała Akademia Krakowska.
- 24 marca 1759 papież Klemens XIII wydał bullę, zatwierdzającą Akademię Lwowską i podnoszącą ją do godności uniwersytetu. Uzyskano prawo do wykładania: gramatyki, retoryki, filozofii, teologii scholastycznej i moralnej, dogmatycznej i pozytywnej, kanonów świętych i prawa kanonicznego, prawa cywilnego, i innych nauk.
- 11 grudnia 1759 odbyło się uroczyste otwarcie Akademii Lwowskiej i pierwsza promocja doktorska. Wśród pierwszych doktorów był znany poeta Franciszek Karpiński, wśród wykładowców – m.in. Grzegorz Piramowicz.
- Od 1761 trwały procesy sądowe przeciwko Akademii Lwowskiej, wytoczone przez Akademie: Krakowską i Zamojską, nie przyniosły one jednak ostatecznego rozstrzygnięcia sporu.
- W 1764, na sejmie koronacyjnym, nowo wybrany król Stanisław August Poniatowski, zatwierdził konstytucję, która potwierdziła przywileje Akademii krakowskiej, zamojskiej i wileńskiej, o lwowskiej nie wspominając.
- W 1773, po pierwszym rozbiorze Polski, władze austriackie rozwiązały zakon jezuitów, prowadzący Akademię Lwowską. Akademia została przekształcona w szkołę średnią (kształcącą w zakresie filozofii i prawa). Oprócz niej na bazie Akademii powstały: Kolegium Medyczne (Collegium Medicum) dla „wykształcenia chirurgów i ich pomocników” i Kolegium Teologii Katolickiej (tzw. Akademia Stanowa) dla młodzieży szlacheckiej.

### Uniwersytet Józefiński (1784–1805)

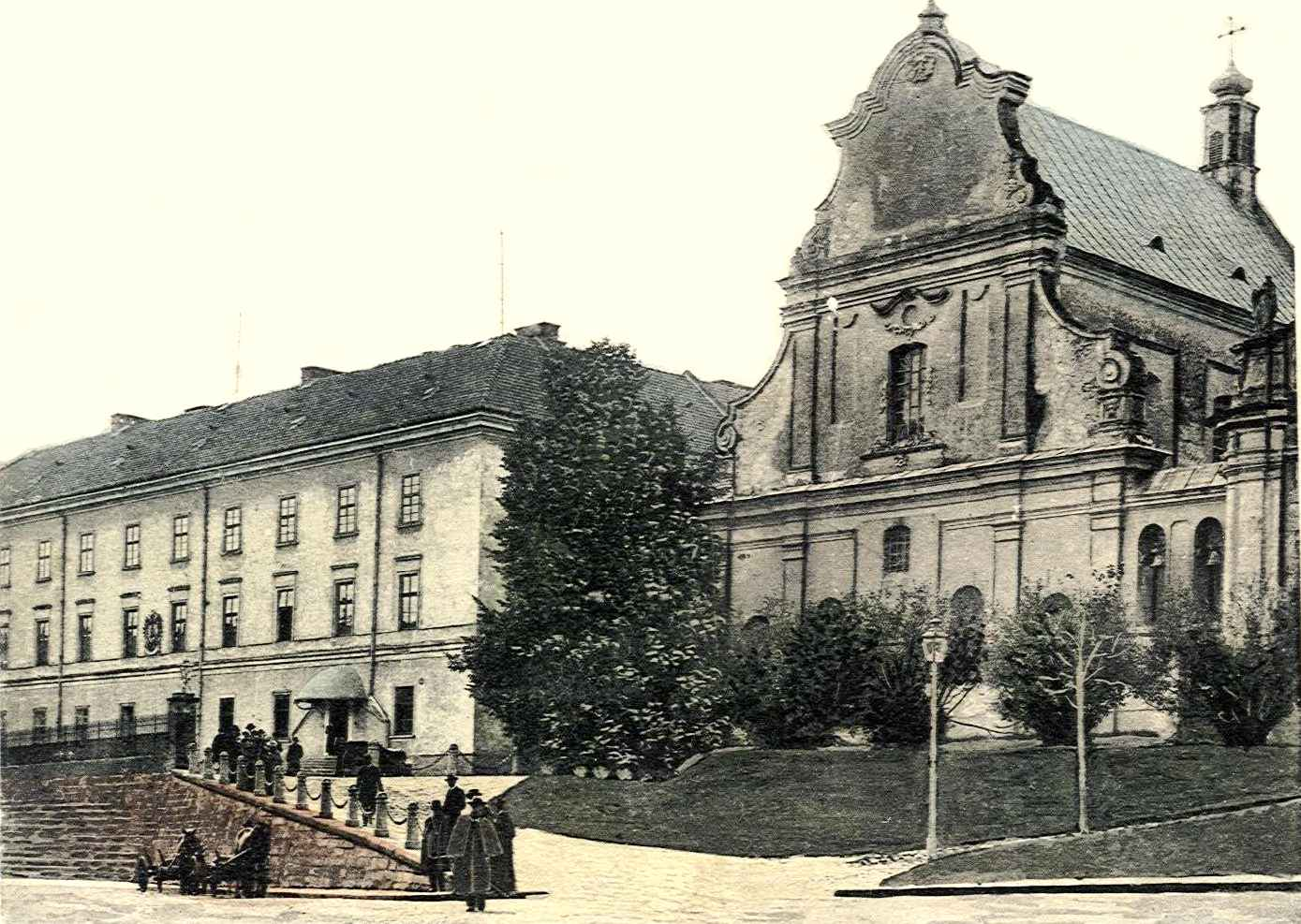
Budynek starego uniwersytetu w 1851 r., zajmowany do dziś, z prawej dawny kościół parafialny św. Mikołaja

- 21 października 1784 r. cesarz rzymski Józef II podpisał dyplom fundacyjny dla świeckiego uniwersytetu we Lwowie, zwanego józefińskim. Równocześnie sprowadził na uniwersytet profesorów niemieckich rozpoczynając proces germanizacji uczelni. Podstawowym językiem nauczania była łacina, pomocniczymi: język polski i niemiecki. Zadaniem uczelni było kształcenie Niemców, Polaków i Rusinów z różnych stanów (duchowieństwo, szlachta, mieszczanie); głównie do zawodów urzędniczych. Siedzibą uniwersytetu stał się klasztor potrynitarski przy ul. Krakowskiej (obecnie w tym miejscu znajduje się cerkiew Przemienienia Pańskiego). Uniwersytet miał cztery wydziały: teologiczny, filozoficzny, prawny i medyczny. W tej formie Uniwersytet funkcjonował przez 21 lat. Wykłady odbywały się po łacinie, po polsku, niemiecku, a na wydziale filozofii i teologii od 1787 (do 1808) także w języku słowiańsko-ruskim.
- W 1805, z uwagi na włączenie do zaboru austriackiego tzw. Galicji Zachodniej z Krakowem, zarządzono połączenie uniwersytetu lwowskiego i krakowskiego.

### Liceum Lwowskie (1805–1817)
- 1805 – Uniwersytet Lwowski przekształcono w liceum – wyższy zakład naukowy z wydziałami: prawa, filozofii, teologii i chirurgii (na miejsce wydziału medycznego powołano Instytut Medyczno-Chirurgiczny). Różnił się on od uniwersytetu mniejszą liczbą katedr, krótszym okresem nauki, brakiem uprawnień (lecz tylko do 1806) do nadawania promocji doktorskich. Liceum lwowskie istniało 12 lat.
- 1808 – zniesienie wykładów w języku słowiańsko-ruskim, na żądanie samych Rusinów[4].

### Uniwersytet Franciszkański (1817–1918)
- 7 sierpnia 1817, po kongresie wiedeńskim, który wyłączył Kraków spod jurysdykcji Austrii, cesarz austriacki Franciszek I podpisał powtórny akt fundacji uniwersytetu lwowskiego z niemieckim językiem wykładowym, z trzema fakultetami (bez medycznego – zastąpił go Instytut Medyczno-Chirurgiczny, zlikwidowany w 1874). Podstawowym językiem wykładowym był niemiecki[potrzebny przypis].
- w okresie powstania listopadowego młodzież studencka Uniwersytetu Lwowskiego tłumnie uciekała do Królestwa Kongresowego, by walczyć w szeregach powstańców.
- od 1833 rozpoczęła się na uniwersytecie era konspiracyjna. Powstały wówczas organizacje konspiracyjne: Związek Przyjaciół Ludu, Węglarstwo Polskie, Stowarzyszenie Ludu Polskiego itd., w których działali studenci: Franciszek Jan Smolka, Kazimierz Grocholski, Albin Dunajewski, Karol Szajnocha i in. Organizacje te były zwalczane przez policję zaborczą, zaś konspiratorzy zamykani w ciężkich więzieniach.
- 1842–1844 – wzniesienie nowego gmachu dla uniwersytetu.
- 6 kwietnia 1848, w okresie Wiosny Ludów uniwersytet uzyskał pełną autonomię i pozwolenie na prowadzenie wykładów po polsku, podpisane przez gubernatora austriackiego Franza von Stadiona.
- 2 listopada 1848 generał austriacki Hammerstein rozkazał zbombardować zbuntowane miasto. W wyniku bombardowania spłonęły budynki uniwersyteckie wraz z biblioteką. Z ok. 51 tys. tomów uratowano jedynie ok. 13 tys.
- 13 maja 1863 wyruszyła do Królestwa wyprawa powstańcza pod dowództwem mjr. Jana Żalplachty Zapałowicza. W skład kompanii strzeleckich należących do zgrupowania Zapałowicza wchodziła przede wszystkim młodzież akademicka Lwowa. Wielu studentów lwowskiego uniwersytetu poległo też w boju powstańczym 19 maja pod Tuczapami w Lubelskiem[5]
- po półrocznej przerwie na uspokojenie nastrojów uniwersytet wznowił wykłady w 13 salach lwowskiego ratusza.

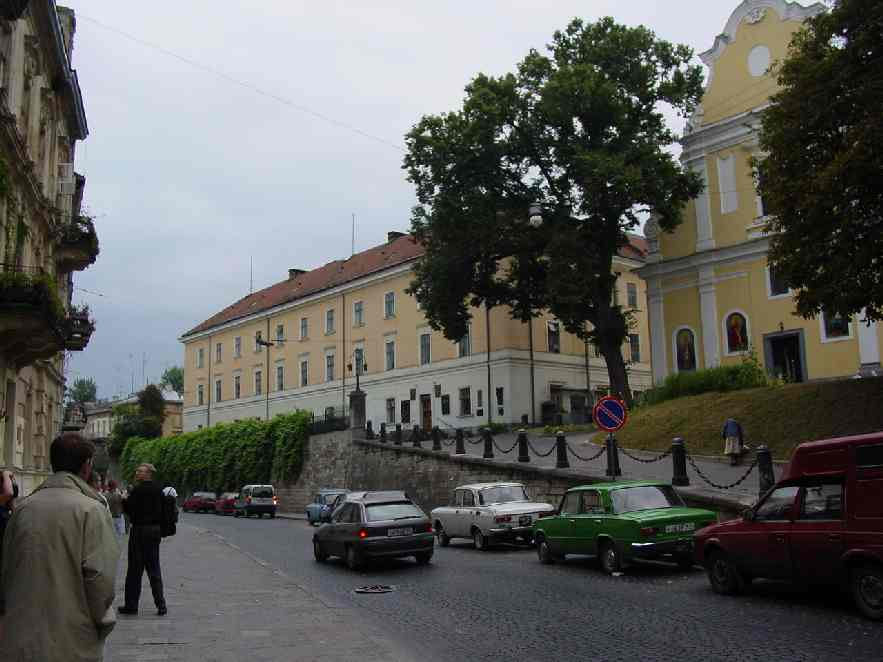
Gmach starego uniwersytetu przy ul. św. Mikołaja

- 2 stycznia 1851 namiestnik Galicji hr. Agenor Gołuchowski przekazał uniwersytetowi gmach obok kościoła św. Mikołaja (nazywany po 1920 roku starym uniwersytetem), który do czasu kasaty zakonu jezuitów zajmowany był przez konwikt jezuicki, później zaś przez wojsko
- w dziesięcioleciu 1851–1860 Austriacy w myśl zasady divide et impera przyznali Rusinom uprzywilejowane stanowisko, wprowadzając częściowe wykłady w języku ruskim na wydziałach teologicznym i prawniczym, Polakom zezwalając jedynie na stworzenie katedry języka polskiego (1856, podczas gdy katedra literatury ruskiej powstała już w 1849)[6].
- od 1867, kiedy w Austro-Węgrzech zapanowała era konstytucyjna, rozpoczęła się walka o polski charakter uniwersytetu lwowskiego, która przyniosła stopniowo wzrost liczby wykładów w języku polskim[potrzebny przypis]
  - w 1870 prowadzono 46 wykładów w języku niemieckim, 13 po łacinie, 13 po polsku i 7 po rusku
  - w 1874 prowadzono 59 wykładów w języku polskim, 13 po łacinie, 11 po niemiecku i 7 po rusku
  - w 1906 prowadzono 185 wykładów w języku polskim, 19 po łacinie, 5 po niemiecku
- w 1882 kadra nauczycielska Uniwersytetu została w większości obsadzona polskimi naukowcami (po długiej walce społeczności polskiej, która obroniła uczelnię przed likwidacją na rzecz niemieckiego uniwersytetu w Czerniowcach). Wtedy to rozpoczął się okres świetności uniwersytetu, który na przełomie XIX i XX wieku był największą uczelnią Galicji i drugą w Austrii (w 1913 miał blisko 5 tysięcy studentów, w tym kobiety, które dopuszczono na medycynę i filozofię w 1897 roku)[potrzebny przypis]
- w 1884, po wieloletnich staraniach, utworzono Katedrę Medycyny Sądowej na Wydziale Prawa pod kierownictwem prof. Longina Feigla
- w 1891 Uniwersytet otrzymał zgodę na Wydział Medyczny (utworzony w 1894), stając się uczelnią czterowydziałową. Większość wykładów prowadzono w języku polskim, ale były także wykłady po rusku i łacinie[potrzebny przypis]
- w 1898 utworzono Katedrę Medycyny Sądowej i Zakład Medycyny Sądowej (od 1899 do wybuchu II wojny światowej na ich czele stał prof. Włodzimierz Sieradzki)
- na przełomie 1901/1902 roku miały miejsce bójki studentów ukraińskich i polskich. Starcia między studentami narastały do roku 1908, podczas nich byli ranni i zabici.
- w 1907 utworzono katedrę astronomii, a jej pierwszym profesorem został Marcin Ernst.
- Od roku akademickiego 1913/14 dyrektorem kancelarii uniwersytetu był Stanisław Postępski[7].

### Uniwersytet Jana Kazimierza (1919–1939)

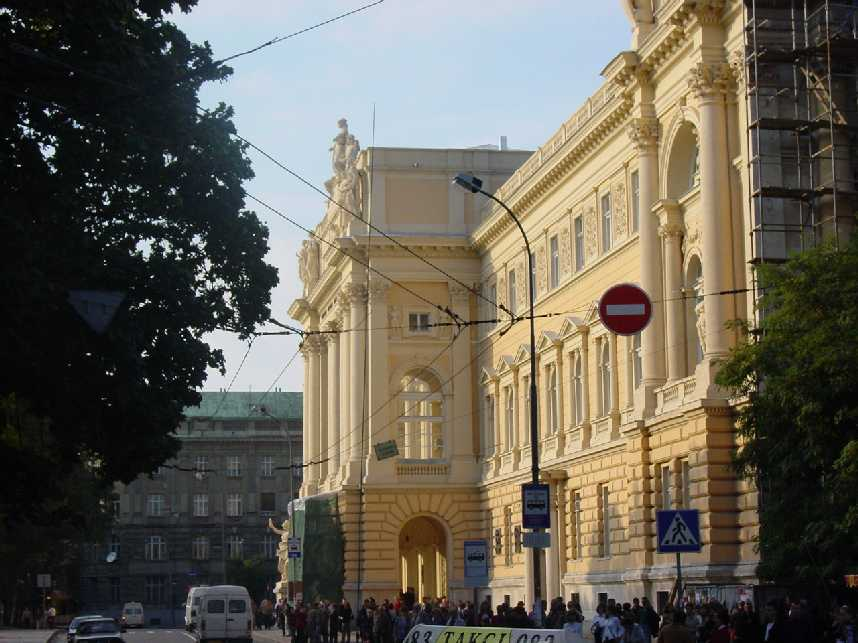
Gmach główny uniwersytetu (posejmowy)

- 8 listopada 1919 postanowieniem Naczelnika Państwa uniwersytetowi nadano imię założyciela – króla Jana Kazimierza (Universitas-Joannes-Casimiriano Leopoliensis)[8]. Była to jedna z największych i najbardziej zasłużonych placówek naukowych odrodzonej Polski, gdzie wykładali uczeni światowej sławy, gdzie powstawały i działały słynne środowiska lwowskich naukowców, takie jak: lwowska szkoła matematyczna, lwowsko-warszawska szkoła filozoficzna, lwowska szkoła antropologiczna, lwowska szkoła zoologiczna, lwowska szkoła geograficzna i in., gdzie dokonywano ważnych odkryć naukowych i publikowano prace naukowe na światowym poziomie.
- 26 lutego 1920 Uniwersytetowi Jana Kazimierza przekazano nowe budynki[9][10], w tym okazały gmach Sejmu Krajowego przy ul. Marszałkowskiej 1, który stał się gmachem głównym uczelni, zastępując dotychczasowy gmach przy ul. św. Mikołaja. W okresie międzywojennym UJK posiadał 12 obiektów dydaktycznych przy ulicach: Kościuszki, Mickiewicza, św. Mikołaja, Długosza, Piekarskiej, Pijarów, Głowińskiego, Zielonej, dwa ogrody botaniczne – przy ul. Długosza i Cetnerowskiej, bibliotekę przy ul. Mochnackiego i domy profesorskie przy ul. Supińskiego.
- W roku akademickim 1922/1923 na uniwersytecie działało 105 katedr zwyczajnych i 16 nadzwyczajnych. Wówczas działały cztery wydziały: Teologiczny, Prawa, Lekarski i Wydział Filozoficzny, z którego w tym roku zostały wyodrębnione dwa wydziały Humanistyczny i Matematyczno-Przyrodniczy. Od tego czasu funkcjonowało pięć wydziałów:

1. Teologiczny (w 1934/35 – 222 studentów), mieszczący się w gmachu posejmowym przy ul. Marszałkowskiej 1
2. Prawa (w 1934/35 – 2978 studentów), mieszczący się w gmachu przy ul. Mickiewicza 5
3. Lekarski (w 1934/35 – 638 studentów) oraz w jego ramach Oddział Farmaceutyczny (w 1934/35 – 263 studentów), mieszczący się w kompleksie gmachów przy ul. Piekarskiej i Głowińskiego oraz Pijarów
4. Humanistyczny (w 1934/35 – 892 studentów), mieszczący się w gmachu posejmowym przy ul. Marszałkowskiej 1, a także przy ul. Mickiewicza 5 i Kościuszki 9
5. Matematyczno-Przyrodniczy mieszczący się w starym gmachu przy ul. św. Mikołaja (w 1934/35 – 870 studentów) mieszczący się w gmachu starego uniwersytetu przy ul. Mikołaja 4, a także przy ul. Długosza 6 i 8 oraz Kościuszki 9

- w 1920 roku powołano Katedrę Geofizyki i Meteorologii, którą rok później przekształcono w Instytut Geofizyki i Meteorologii. Przez cały okres dwudziestolecia międzywojennego Instytut swoją siedzibę miał w nowym gmachu przy ul Marszałkowskiej, a wejście do niego znajdowało się z tyłu budynku od ul. Kościuszki. Katedra a później Instytut zajmował kilka pomieszczeń na 3-piętrze i taras na którym urządzono obserwatorium meteorologiczne. Kierownikiem Katedry, a następnie Instytutu był przez cały okres jego istnienia do wybuchu II wojny światowej prof. Henryk Arctowski.
- W roku akademickim 1923/24 prawie 34 procent studentów było pochodzenia żydowskiego. Po wiecu na Uniwersytecie, który skierowany był przeciwko zasadzie numerus clausus dziekan Wydziału Lekarskiego prof. Włodzimierz Sieradzki oświadczył, że studentów podających hebrajski jako swój język lub narodowość żydowską nie będzie przyjmował na studia, gdyż taka narodowość nie istnieje[11]
- W latach 20. i 30. sekretarzem uniwersytetu był nadal Stanisław Postępski[12][13][14]
- W roku akademickim 1934/1935 studiowało na nim 5900 studentów, z tego:
  - 3793 wyznania rzymskokatolickiego
  - 1211 wyznania mojżeszowego
  - 739 wyznania greckokatolickiego
  - 72 wyznania prawosławnego
  - 67 wyznania ewangelickiego.
- W 1936 profesor Tadeusz Bigo powołał przy Wydziale Prawa Uniwersytetu Jana Kazimierza we Lwowie Kurs Prawa Lotniczego UJK. Był to jedyny w Polsce i jeden z kilku w Europie ośrodków kształcących w dziedzinie prawa lotniczego.
- Od stycznia 1938 obowiązywało na uniwersytecie tzw. zarządzenie „ławkowe”[15].
- W roku akademickim 1938/1939 na uniwersytecie działało 104 katedry.

Od początku XX w. do połowy lat dwudziestych trwały próby utworzenia we Lwowie uniwersytetu ukraińskiego. Do realizacji koncepcji formalnie nie doszło, ale w latach 1921–1925 działał we Lwowie tzw. Tajny Uniwersytet Ukraiński. Jego kadrę naukową stanowili głównie ukraińscy wykładowcy ze Lwowa, oraz ci uczeni ukraińscy, którzy zostali usunięci z Uniwersytetu Lwowskiego z powodu odmowy złożenia ślubowania na lojalność wobec państwa polskiego i odmowy zobowiązania się do zaniechania wrogiej działalności wobec państwa polskiego.
Na przełomie czerwca/lipca 1939 zostały wybrane ostatnie władze polskiego UJK, w tym rektor prof. Roman Longchamps de Bérier, prorektor ks. Piotr Stach oraz dziekani wydziałów: Prawa – prof. Kazimierz Przybyłowski, Lekarskiego – prof. dr Witold Nowicki, Humanistyczego – prof. Jerzy Kuryłowicz, Teologicznego – ks. prof. Adam Gerstmann, Matematyczno-Przyrodniczego – prof. August Zierhoffer.
Stefan Mękarski określił UJK jako Academia Militans.

### Uniwersytet im. Iwana Franki (1940–1941)
- Po agresji Niemiec i ZSRR na Polskę, okupacji Lwowa przez Armię Czerwoną (tzw. pierwsza okupacja sowiecka: 1939–1941) i aneksji miasta przez ZSRR, uniwersytet nadal funkcjonował. Zajęcia w pierwszym trymestrze (X–XII 1939 r.) odbywały się według polskich przedwojennych programów. 18 października odwołano polskiego rektora prof. Romana Longchamps de Bérier. Na jego miejsce mianowany został przez władze sowieckie Ukrainiec Mychajło Marczenko[18] (zwolennik pełnej ukrainizacji uniwersytetu). Sowietyzacja uniwersytetu następowała stopniowo od końca października 1939[19]. Pierwszym krokiem było zawieszenie wykładów na Wydziale Teologicznym, co oznaczało faktyczną likwidację wydziału. 30 października 1939 Marczenko zarządził, że językiem urzędowym Uniwersytetu jest język ukraiński, a język polski może jedynie pełnić funkcje pomocnicze[20]. Dwa dni później rozporządzeniem Marczenki z Uniwersytetu zostało zwolnionych 16 polskich pracowników naukowych Wydziału Prawa (16 listopada kolejnych dwóch)[21]. Na początku grudnia Wydział Humanistyczny podzielono na Wydział Historyczny i Wydział Filologiczny. 1 grudnia 1939 Wszechzwiązkowy Komitet do Spraw Szkół Wyższych przy Radzie Komisarzy Ludowych ZSRR wydał zarządzenie o zmianie nazwy Uniwersytetu Jana Kazimierza na Lwowski Państwowy Uniwersytet ZSRR[22]. 2 grudnia zatwierdzono nowy statut uniwersytetu, w którym akcentowano, że uniwersytet ma kształcić kadry dla dobra radzieckiej komunistycznej ojczyzny.
- W styczniu 1940 dekretem Prezydium Rady Najwyższej Ukraińskiej Socjalistycznej Republiki Radzieckiej uniwersytetowi nadano nazwę Lwowski Państwowy Uniwersytet im. Iwana Franki, a na uczelnię sprowadzono 45 pracowników naukowych z Kijowa i Charkowa[23][24]. Wprowadzono sowiecki system organizacji, likwidując ostatecznie Wydział Teologiczny i szereg katedr w ramach istniejących wydziałów[25]. Od 3 stycznia 1940 r. uniwersytet składał się z pięciu wydziałów: Wydziału Historycznego, Wydziału Prawa, Wydziału Filologicznego, Wydziału Fizyko-Matematycznego i Wydziału Przyrodniczego, przy czym liczba katedr była niewielka, a Wydział Historyczny prowadził tylko jeden kierunek studiów[24]. Nauka w szkołach wyższych miała być bezpłatna[26] i odbywać się w języku ukraińskim i rosyjskim, z zezwoleniem w niektórych przypadkach na wykładanie w języku polskim[27][19]. Do czerwca 1941 uniwersytet funkcjonował częściowo z przedwojenną polską kadrą naukową, niejednokrotnie pozbawioną katedr i zdegradowaną w ramach struktury Uniwersytetu[28][29]. Na przełomie 1939/1940 na uczelni wprowadzono nowe programy – identyczne z sowieckimi, bądź programy przejściowe[30]. W lutym 1940 r., zgodnie z sowieckim schematem organizacji szkolnictwa wyższego, z uniwersytetu wydzielony został ostatecznie Wydział Lekarski, z którego utworzono odrębną uczelnię – Instytut Medyczny. W czerwcu 1940 na uniwersytecie było 76 katedr[31]. Kontynuatorem polityki ukrainizacji Uniwersytetu po 3 września 1940 r. został Heorhyj Byczenko – nowy rektor uczelni, powołany na to stanowisko po odwołaniu Marczenki[24].
- Sowieckie władze uczelni przeprowadziły pomiędzy 25 listopada a 2 grudnia 1939 egzaminy wstępne przy przyjmowaniu na I rok studiów, wprowadzając kryteria społeczno-polityczne („klasowe”) oraz narodowościowe[32]. Kryteria ograniczały dostęp do studiów Polakom, preferując Ukraińców i Żydów. Jednocześnie rektor wydawał zarządzenia, mocą których na Wydział Prawa przyjmowano osoby powiązane z administracją sowiecką lub NKWD. Jesienią 1939 i na początku 1940 z uczelni usunięto, lub sama zrezygnowała znaczna część polskich studentów[33]. W konsekwencji na Uniwersytecie liczba studentów w roku akademickim 1939/1940 spadła radykalnie: z 3900 po zakończeniu zapisów do 1835 w marcu 1940 roku. Analogicznie było w roku akademickim 1940/1941. Wśród studentów uniwersytetu już na przełomie 1939/40 przeważać zaczęli studenci żydowscy. W marcu 1940 r. na I roku Uniwersytetu studiowało 304 Żydów, 289 Ukraińców i 108 Polaków. Na ogółem 1835 studentów Uniwersytetu Lwowskiego w marcu 1940 studiowało 697 Żydów (37,98%), 617 Polaków (33,62%), 493 Ukraińców (26,87%), 20 Rosjan, 7 Białorusinów i 1 Czech. Na początku 1941 r. na 1617 studentów było 715 Żydów (44,21%), 540 Ukraińców (33,40%) i 362 Polaków (22,39%)[34]. W roku akademickim 1940/41 zajęcia odbywały się już w całości według zasad obowiązujących na innych uniwersytetach sowieckich. Nie wszyscy jednak wykładali w języku ukraińskim, część profesorów prowadziła zajęcia po polsku. W marcu 1941 r. rektor Byczenko poinformował wykładających w języku polskim, że jeśli do września 1941 nie zaczną prowadzić zajęć w języku ukraińskim, stracą pracę[35]. Wbrew groźnym zapowiedziom i naciskom władz uczelni wykłady, seminaria, ćwiczenia prowadzone przez polskich nauczycieli akademickich aż do 1941 r. odbywały się po polsku. Na ogół odmowa wykładania w języku ukraińskim nie powodowała poważniejszych reperkusji. Nawet wykręcanie się od udziału w obowiązkowych kursach języka ukraińskiego nie prowadziło do „groźniejszych konsekwencji”[30].
- W okresie okupacji sowieckiej 1939–1941 zostało aresztowanych przez NKWD kilkudziesięciu pracowników naukowych Uniwersytetu Jana Kazimierza we Lwowie. Spośród 68 aresztowanych 31 zostało zamordowanych[36].

### Podziemny Uniwersytet Jana Kazimierza (1941–1944)
- Po ataku Niemiec na ZSRR, w okresie okupacji Lwowa przez III Rzeszę (30 czerwca 1941 – 23 lipca 1944) uniwersytet został przez okupanta zamknięty. Nad ranem 4 lipca 1941 niemieckie Einsatzkommando zur besonderen Verwendung dokonało mordu dwudziestu pięciu polskich profesorów czterech lwowskich uczelni wyższych, w kilku przypadkach wraz z rodzinami[37]. Zginęli przedstawiciele polskiej nauki, m.in.: Antoni Cieszyński, Władysław Dobrzaniecki, Jan Grek, Jerzy Grzędzielski, Edward Hamerski, Henryk Hilarowicz, Władysław Komornicki, Włodzimierz Krukowski, Roman Longchamps de Bérier, Antoni Łomnicki, Witold Nowicki, Tadeusz Ostrowski, Stanisław Pilat, Stanisław Progulski, Roman Rencki, Stanisław Ruff, Włodzimierz Sieradzki, Adam Sołowij, Włodzimierz Stożek, Kazimierz Vetulani, Kasper Weigel, Roman Witkiewicz, Tadeusz Boy-Żeleński.

W późniejszym okresie ofiarami niemieckich zbrodniarzy padli kolejni polscy naukowcy związani z Uniwersytetem Lwowskim, byli to m.in.: Marian Auerbach, Stefan Rudniański, Maurycy Allerhand, Helena Polaczkówna, Herman Auerbach, Jan Badian, Kazimierz Kolbuszewski, Jan Piekałkiewicz, Łucja Charewiczowa, Adam Fischer, Juliusz Paweł Schauder, czy Paweł Ostern.
W czasie okupacji niemieckiej funkcjonowały jedynie oficjalnie kursy medyczne, czyli nieoficjalny Wydział Lekarski Uniwersytetu Jana Kazimierza. Działalność uniwersytetu prowadzona była pomimo zakazu okupanta w mieszkaniach prywatnych, w ramach tajnych kompletów. Rektorem podziemnego Uniwersytetu Jana Kazimierza był prof. Edmund Bulanda.

### Uniwersytet Iwana Franki (od 1944)
- W sierpniu 1944 r., po ponownym zajęciu Lwowa przez wojska sowieckie, wznowiono działalność naukową uniwersytetu. Pierwsza kadra (w tym 4 na 5 dziekanów) i pierwsi studenci, to przede wszystkim Polacy.
- Polscy naukowcy w wyniku zmiany granic państwowych i przymusowych wysiedleń ludności polskiej z Kresów Wschodnich stopniowo opuszczali Lwów udając się na zachód, zaś nowa kadra naukowa napływała z ZSRR, głównie ze wschodniej części Ukraińskiej SRR. Po 1946 r. we Lwowie pozostali nieliczni polscy uczeni, m.in. Mieczysław Gębarowicz, Przemysław Dąbkowski, Juliusz Makarewicz.
- Szacuje się, że z przedwojennej kadry naukowej Uniwersytetu Jana Kazimierza zostało zamordowanych 49 profesorów, co stanowiło aż 46,5% pierwotnego stanu profesorów[40].
- W latach 50. XX wieku, podczas kolejnego etapu zacierania obecności kulturowej Polaków na Kresach i reorganizacji życia miejskiego i kulturalnego Lwowa, z biblioteki dawnego Uniwersytetu Jana Kazimierza ukradziono, wyniesiono, zniszczono około 2000 cennych eksponatów, głównie starodruków, rękopisów, książek, medali[41].
- W 2001 na Uniwersytecie zatrudniano 3301 osób, w tym 1042 wykładowców prowadzących wykłady w 61 dziedzinach: pedagogicznych, naukowych i inżynieryjnych na 100 katedrach, w centrum obliczeniowym i w ponad 100 laboratoriach oraz w muzeach: geologicznym, mineralogicznym, zoologicznym, numizmatycznym, archeologicznym. Liczba studentów w roku akademickim 1997/1998 wynosiła: dla studiów dziennych 11 649 osób, zaocznych 3680 osób. Pełne studia uniwersyteckie trwają 5 lat.